# Мальвиль (коммуна)
Мальви́ль (фр. Maleville, окс. Malavila) — коммуна во Франции, находится в регионе Окситания. Департамент — Аверон. Входит в состав кантона Монбазан. Округ коммуны — Вильфранш-де-Руэрг.
Код INSEE коммуны — 12136.
Коммуна расположена приблизительно в 500 км к югу от Парижа, в 105 км северо-восточнее Тулузы, в 38 км к западу от Родеза.

## Население
Население коммуны на 2008 год составляло 934 человека.
| 1968 | 1975 | 1982 | 1990 | 1999 | 2008 |
| ---- | ---- | ---- | ---- | ---- | ---- |
| 1010 | 906  | 919  | 921  | 905  | 934  |

## Экономика

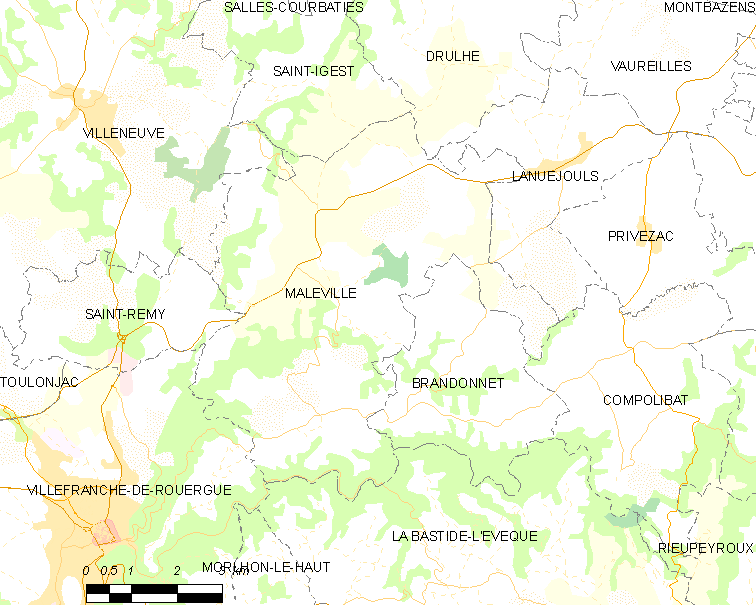
Карта коммуны

В 2007 году среди 555 человек в трудоспособном возрасте (15—64 лет) 422 были экономически активными, 133 — неактивными (показатель активности — 76,0 %, в 1999 году было 68,8 %). Из 422 активных работали 388 человек (205 мужчин и 183 женщины), безработных было 34 (18 мужчин и 16 женщин). Среди 133 неактивных 42 человека были учениками или студентами, 50 — пенсионерами, 41 были неактивными по другим причинам.